# وادي المهاري
وادي المهاري هو وادٍ، بالبادية العراقية بغرب العراق طوله الكلي 166.56 كيلومتراً، ومساحته 4136.8 كيلومتراً مربعاً، منها 4102.3 كيلومتراً في ناحية الشبكة و34.5 كيلومتراً في ناحية الشنافية، منبعه في قريب من الحدود السعودية العراقية بمسافة 27 كيلومتراً، ومصبّه في غرب شط الخسف المتفرّع من نهر الفرات، حجم تدفقه الكلي 109.99 مليون م3/ثا.

## مناطق الوادي السكانية
المناطق السكنية من الشرق إلى الغرب هي المجاري والحبوسية وكلوب أم الهشيم والهويمل والحلويات وظهرة البرك وبركة الطلحات وخشم الخرز والشبجة والرديفة وعلكة السليطيني وجال أبو خويمة وخشم الرجم والسنكريات.